# Josep Puig i Cadafalch
Josep Puig i Cadafalch (Mataró, 17 de outubro de 1867 — Barcelona, 23 de dezembro de 1956) foi um arquiteto modernista espanhol catalão que projetou muitos edifícios importantes em Barcelona e um político que teve um papel significativo no desenvolvimento de Instituições catalãs. 

## Vida
Ele foi o arquiteto da Casa Martí (também conhecida como " Els Quatre Gats"), que se tornou um lugar de idéias, projetos e encontros sociais para tão conhecidos catalães como Santiago Rusiñol e Ramon Casas.
Embora o estilo de Puig o separasse significativamente de seu contemporâneo Gaudí, suas relações não eram tensas nem problemáticas, como demonstrado pela participação de ambos os arquitetos na construção do Café Torino. Outro de seus edifícios significativos foi a Casa Terrades (também conhecida como "les Punxes"), que é conhecida por seu estilo de castelo medieval do norte da Europa.
Puig estava ativamente envolvido na política. Ele foi vereador de Barcelona de 1901 a 1903, serviu no Parlamento espanhol de 1907 a 1910 e foi o segundo presidente da Comunidade da Catalunha de 1917 a 1924. De 1942 até sua morte em 1956, ele foi o presidente da instituição da língua catalã, o Institut d'Estudis Catalans.
Ele também foi um grande defensor da cultura e da história catalã, que esperava ver totalmente restaurada. Ele publicou estudos de linguagem, ordem jurídica e organização política nos séculos XI a XII. Entre seus importantes legados está também a documentação e fotografia de edifícios e obras de arte culturalmente importantes do Vall d'Aran e da Alta Ribagorça (incluindo as igrejas românicas catalãs do Vall de Boí) durante uma expedição patrocinada pelo Instituto de Estudos Catalães em 1907.

## Edifícios importantes
- Casa Avel lí Trinxet (Barcelona, não preservada)
- Casa Amatller (1898–1900, Barcelona, Passeig de Gràcia 41)
- Casa Coll i Regàras (Mataró, Barcelona)
- Casa Furriols (La Garriga, Barcelona)
- Casa Garí (Argentona, Barcelona)
- Casa Macaya (1901, Barcelona, Passeig de Sant Joan 108)
- Casa Martí (1896, Barcelona, Carrer de Montsió 3)
- Casa Muley-Afid (1911–1914, Barcelona, Passeig de la Bonanova 55)
- Casa Muntades (1901, Barcelona, Avinguda del Tibidabo 48)
- Casa Para (Mataró, Barcelona)
- Casa Pere Company (1911, Barcelona, Carrer de Buenos Aires 56–58)
- Renovação da casa do Carrer Sant Pere Més Alt 46 (1924, Barcelona, Ciutat Vella )
- Casa Garí ( Argentona )
- Casa Puig y Cadafalch (Argentona, Barcelona)
- Casa Sastre Marquès (1905, Barcelona, Carrer d'Eduardo Conde 44)
- Casa Serra (1903, Barcelona, Rambla de Catalunya 126)
- Casa Sisternes (Mataró, Barcelona)
- Casa de les Punxes / Casa Tarrades (1903–1905, Barcelona, Avenida Diagonal 416–420)
- Palau del Baró de Quadras (1904–1906, Barcelona, Avenida Diagonal 373)
- Torre Pastor de Cruïlles (Barcelona)
- Capilla del Santísimo de la Iglesia de San Julian de Argentona (Argentona, Barcelona)
- Câmara Municipal de Mataró (Mataró, Barcelona)
- Casa Lacruz, Andorra (1940)
- El Regle (Mataró, Barcelona)
- La Beneficiència (Mataró, Barcelona)
- Cavas Codorniu (Sant Sadurní d'Anoia, Barcelona)
- La Telegrafía (El Prat de Llobregat, Barcelona)
- Rosario Monumental de Montserrat : Terceiro Segredo da Alegria e Quinto Segredo da Tristeza (Monistrol de Montserrat, Barcelona)
- Fàbrica Casaramona (1912, Barcelona; Avinguda del Marquès de Comillas 6; primeiro prêmio em 1912 no concurso anual de arquitetura da prefeitura de Barcelona)
- Casa Pilar Moragues (Viladecans, no antigo acampamento El Toro Bravo )
- Plaça d'Espanya
- Palácios do Rei Alfonso XIII e Rainha Victoria Eugenia, para a Exposição Universal de Barcelona (1929)